# Spitak
Spitak (in armeno Սպիտակ?, fino al 1949 Hamamlu) è un comune dell'Armenia di 15 145 abitanti (2008) della provincia di Lori.
Il 7 dicembre 1988 fu epicentro di un violentissimo terremoto che ne provocò la distruzione quasi totale e innumerevoli vittime come si evince dalla tabella demografica.

## Popolazione
| Anno        | 1831 | 1897  | 1926  | 1939  | 1959  | 1979   | 1989  | 2005   | 2011   | 2016   |
| Popolazione | 466  | 3,004 | 4,078 | 5,035 | 3,740 | 14,536 | 3,740 | 15,000 | 12,881 | 11,000 |

## Galleria d'immagini

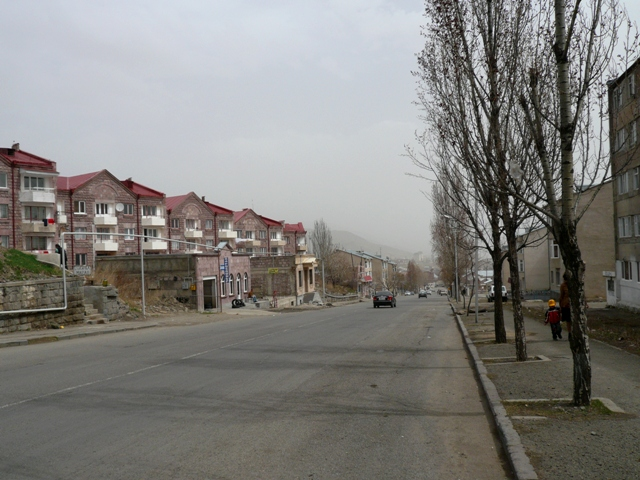
Costruzioni degli anni duemila
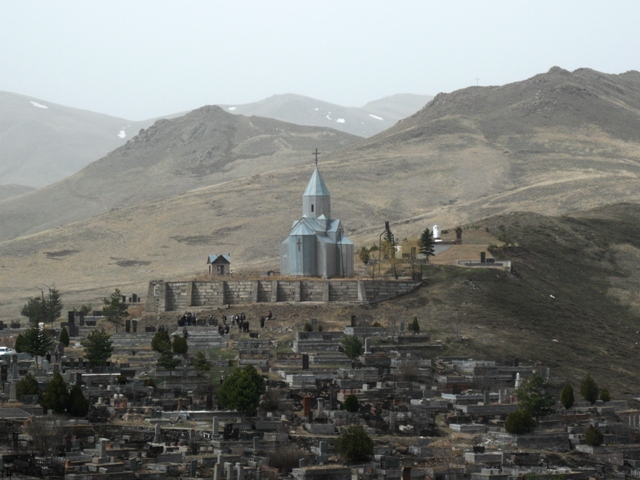
La chiesa di metallo del cimitero di Spitak
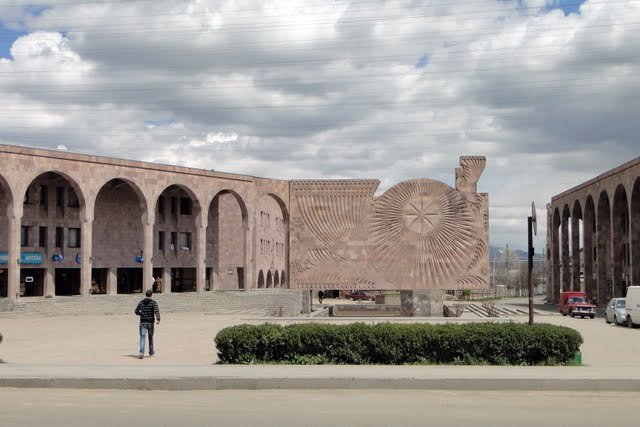
Piazza di Spitak